# 惠州少儿图书馆
惠州少儿图书馆，又称惠州少年儿童图书馆，是一间位于中国广东省惠州市的公共图书馆，与惠城区图书馆为一个机构两块牌子。该馆现时的馆舍位于惠州市惠城区中山公园2号，于2008年7月5日启用，是原私立丰湖图书馆及原惠州市图书馆的馆舍。

## 沿革
惠州市图书馆于2004年迁入惠州慈云图书馆后，原惠州市图书馆馆址进行了重新修缮。惠城区文化广电新闻出版局局长肖荣凯于2007年7月接受《惠州日报》记者采访时，指该馆修缮后会用作惠州少儿图书馆及惠城区图书馆馆址，是为惠州少儿图书馆建馆计划首次被披露。该年11月14日，惠州市文化广电新闻出版局局长黄子新在惠州广播电视台新闻广播《行风热线》节目中称，该馆会在该年年底前启用。但因不明原因，该馆直至2008年5月才完成内部装修及图书准备工作。2008年7月5日，该馆正式向公众开放，并宣布与惠州慈云图书馆通用借阅证件。
2009年3月1日，该馆首次与惠州市青少年宫一同开办少儿读物交换活动，并于4月12日将活动频率由一月一次提升为一周一次，其中该馆负责活动日下午的换书活动。5月30日，该馆的动漫图书室开放使用，配置10台电脑供读者阅读电子图书及动漫书，并限制使用者每次只可使用最多两小时。2015年4月，该馆引入自助图书杀菌机，并允许公众在不影响图书馆运营的情况下携少量自藏图书至馆内杀菌。11月，该馆引入两套点读绘本及3D电子书，并分别于11月14日及12月开放予公众使用。
2019年7月6日，该馆开始试行延时服务，逢周末（不含法定节假日）开馆时间由上午9时提前至上午8时半。2020年1月，该馆引入了一台“有声太空舱体验机”，使用该设备的读者可在阅读纸质书籍的同时收听对应的有声资源。

## 馆舍
该馆现时的馆舍由原私立丰湖图书馆及惠州市图书馆馆舍翻修而成。翻修后，外墙与门饰采用了粉黄配色，总建筑面积则扩至1,540平方（16,600平方英尺）。
目前，该馆的一楼设服务大厅、幼儿阅览室及展览室；二楼则设两间少儿阅读室，分别供小学生及初中生使用；三楼设采编室、办公室及报告厅。另外，该馆馆外的空旷场地被开辟为小型儿童游乐场所，供小童游玩；同时，该区域亦摆放着“惠州私立丰湖图书馆”石碑。

## 馆务

### 借阅
该馆现时使用的读者证为条码卡读者证，公众可凭中华人民共和国居民身份证、居民户口簿及学生证等三种证件的任意一种办理该馆读者证。一张读者证的按金为100元或200元人民币，每张读者证每次借出书籍的总价不超过所缴按金金额。如3岁及以下的读者需办理读者证，则需由其家长凭惠州户籍居民户口簿及一寸彩照办理。
此外，该馆的读者证与惠州慈云图书馆的条码卡读者证通用，两馆书籍已实现通借通还。

### 开放时间

#### 一般安排
自2019年7月6日起，惠州少儿书馆实行如下开放安排：
| 设施 | 开放时间 | 开放时间                 | 开放时间                 | 开放时间   |
| 设施 | 星期一   | 星期二至五（非公众假期） | 星期六、日（非公众假期） | 公众假期   |
| ---- | -------- | ------------------------ | ------------------------ | ---------- |
| 全馆 | 关闭     | 9:00-12:00 14:00-17:30   | 8:30-12:00 14:00-17:30   | 9:00-16:00 |

#### 特别安排
新型冠状病毒疫情期间，该馆于2020年1月24日起暂停开放。5月，该馆开始实施有限度开放措施，于每周二至日9时至16时开放一楼幼儿借阅室、二楼中小学生借阅室及三楼图书借阅室，期间每日仅开放200个预约名额；读者需凭线上预约凭证及“粤康码”入馆，且任意时间点均只允许不超过60名读者同时在馆。

### 举办活动
惠州少儿图书馆开馆至今，已举办多种类型的活动，包括：
- “读者之星”评选：为该馆根据少儿读者到馆次数、借书数量等标准举办的评选活动，每次评出15-20名少儿读者。至2015年，该活动已举办至第五届。[1][21]
- “宝贝悦读”计划：于2018年起举办，为针对婴幼儿读者及其家长的阅读活动。该活动透过向合资格民众赠送“宝贝悦读”礼包的形式进行，旨在培养婴幼儿阅读习惯，及让更多儿童养成利用图书馆阅读的习惯。[17]

## 行经公共交通
- 百花洲[22]：惠州西湖接驳A、惠州西湖接驳B、2、5、7、8、10、13、15、17、18、19、21、24、25、41、209快